# サッカークラブのリザーブチーム
サッカークラブのリザーブチームは、サッカークラブのリザーブ（控え）選手によるチームのこと。出場機会が少ないリザーブ選手、特に若手リザーブ選手の調整や経験を積ませる目的に結成される。
こうしたリザーブチームの規定は国やリーグなどにより異なる。世界各国のプロリーグでは、ドイツやスペインなどのように上位（1部）のリーグのリザーブチームが下位（2部以下）のリーグに参戦する場合と、イングランドなどのようにリザーブチームのリーグ戦が開催されている場合がある。また、リザーブチームでは若手選手育成の観点から出場選手にU-23（23歳以下）などの年齢制限が付けられることも多い。

## 日本

### JSLのリザーブチーム
Jリーグが始まる以前の日本サッカーリーグ（JSL）では、強化目的でリザーブチームを下位リーグに参戦させていたサッカークラブがあった。以下に、JSLに参加していたサッカークラブのリザーブチームを挙げる。
| リザーブチーム                 | トップチーム                 | 創設年 | 最終年 |
| ------------------------------ | ---------------------------- | ------ | ------ |
| ヤンマークラブ                 | ヤンマーディーゼルサッカー部 | 1972   | 1979   |
| 読売サッカークラブジュニオール | 読売サッカークラブ           | 1988   | 1992   |
| 日産ファーム                   | 日産SC                       | 1990   | 1992   |
| マツダSC東洋                   | マツダSC                     | 1983   |        |

ヤンマークラブは1979年に解散し、選手やスタッフは新たに誕生した松下電器産業サッカー部（現在のガンバ大阪の前身）が受け入れた。
1992年にJリーグ発足によるトップチームのプロ化に伴い、読売サッカークラブジュニオールと日産ファームはいずれもプロ化したトップチーム（ヴェルディ川崎及び横浜マリノス）に編入された。またマツダSC東洋は、トップチーム（サンフレッチェ広島）のプロ化前の名称であった「マツダSC」の名前を引き継ぎ、新たな社会人チームとして地域リーグの1つである中国サッカーリーグへ参戦した。

### Jクラブのリザーブチーム
Jリーグ所属クラブのリザーブチームは、若手選手の育成を目的に大きく分けて以下の2つの形態で運営されている。
- トップチーム所属のまま、いわゆる「控え組」のみで戦う専門リーグに参戦する形態
- トップチームと別組織（或いは特例によるトップチームとの同時所属）により、下位カテゴリーのリーグに参戦する形態

#### Jサテライトリーグなど
Jリーグでは、発足と同時期の1992年にJクラブのリザーブメンバーによるリーグ戦であるJサテライトリーグを開始した。しかしトップチームの日程過密化の影響もあって2009年を最後にいったん中止され、各地域ごとにクラブ任意で開催された育成リーグ（関西ステップアップリーグ等）を経て、2016年に任意参加の形で再開。2018年からはJサテライトリーグをリニューアルする形での新たな育成策としてJリーグ育成マッチデーが2年間開催された。2020年からはJリーグが主催した地域別の育成リーグであるJエリートリーグが創設されることが発表されたが、同年流行した新型コロナウイルス感染症の影響を踏まえて2020年の開催は中止となった。その後、2021年3月7日にJエリートリーグの開催概要が発表され、同年から改めてスタートしている。

#### JFLなどへの参戦
トップチームとは別にリザーブチームを結成し、アンダーカテゴリーである日本フットボールリーグ (JFL) などに参戦させたJリーグクラブもあった。ただし、2009年の日本サッカー協会 (JFA) 基本規程改正において、プロ選手の契約に関して国際サッカー連盟 (FIFA) の規程に合わせる形で以下の規程が追加されたことにより、リザーブチームがトップチームと独立したものであると見なされることとなった。
- プロ選手は、同一期間について二つ以上の契約を締結してはならない。（第79条の3第4号）
- いかなるチームも、その契約の相手方または第三者に対して、選手の役務提供もしくは移籍に関連する事項またはチームの独立性、方針もしくは運営に関連する事項に影響を及ぼす力を付与する条項を含む契約を締結してはならない。（第79条の3第5号）
- 選手は、同期間中に同じ国内選手権（リーグ戦は除く）あるいはカップ戦において2チーム以上のために公式試合に出場してはならず、個々の競技会規則を遵守しなければならない。（第82条の2第3号）

これにより、トップチームとリザーブチーム間の選手異動は「（通常のクラブ間の）移籍」と同様に扱われるようになり、リザーブチームの活動目的の一つであった「トップチームとの移籍に関する機動的対応」が困難となり、さらには育成組織（ユース）の充実などを理由として、アマチュアチームを活動停止するところも出てきた。
なお、2013年より育成型期限付き移籍制度が創設され、所属元チームの所属ディビジョンより下のカテゴリーのチームへの移籍は23歳以下の選手については移籍期間外であっても期限付き移籍が認められるようになった。

#### Jリーグ・アンダー22選抜
2012年2月に行われた日本サッカー協会技術委員会にて、若手の実戦経験が激減したことが問題となり、Jサテライトリーグ再開が提案された。その中で上記スペイン等の事例を参考に、2014年創設のJ3リーグにサテライトチーム、あるいはJ2以上のクラスに所属するクラブに在籍している出場機会の少ない若手選手の連合軍を参加させる可能性があることも示唆された。その具体的な案として、2014年度の第1回J3リーグから、日本サッカー協会が運営するJ1・J2の出場機会の少ない原則22歳以下の選手を対象とした「Jリーグ・アンダー22選抜」(J-22) を特別参加として出場させた。しかし、J-22については編成・活動を巡って主に継続性の面で問題点が指摘され、J-22の活動は2015年までで終了した。

#### J3リーグへの参戦
2016年シーズンからはJ1・J2の各クラブ所属メンバーのうち、23歳以下のメンバーで構成される「U-23チーム」がJ3リーグに参戦できる制度が設けられた。従来のリザーブチームのような「トップチームと別組織のチーム」ではなく、JリーグがJFA登録をトップチームと同一とすることを特認したチームで、初年度である2016年には、FC東京、ガンバ大阪、セレッソ大阪の3チームが参戦した。
FC東京は2019年シーズン限りで、G大阪・C大阪は2020年シーズン限りでU-23チームの活動を終了している。

### 大学サッカーのリザーブチーム
日本の大学サッカー（いわゆる体育会所属のサッカー部）では、リザーブチームによるリーグ戦としてインディペンデンス・リーグが開催されている。
かつては大学チームが社会人リーグと大学リーグに同時加盟が可能だったことを利用して、国士舘大学（1998年から2004年まで）、静岡産業大学（2000年から2002年まで）、流通経済大学（2005年から2010年まで）がそれぞれアマチュアの最高峰である日本フットボールリーグ (JFL) に参戦し、リザーブチームを参加させていたが、JFLの規約改正により2011年以降は社会人リーグと大学リーグの同時加盟が出来なくなり、現在は大学トップチームが直接参戦することは不可能となっている。
一方、大学のサッカー部がリザーブチームを結成して社会人サッカーリーグに登録している例は多く見られ、流通経済大学は社会人登録のリザーブチーム（流通経済大学ドラゴンズ龍ケ崎）がJFLに2015年から2019年まで参戦していた。但し、この場合は社会人リーグ登録チームと大学トップチームは「別のチーム」扱いとなり、選手が両方のチームに同時登録することは出来ない。

### 高校生年代サッカーのリザーブチーム
高校生年代のサッカーでは、高円宮杯U-18サッカーリーグでは1つのサッカークラブが異なるリーグに複数のチームを参戦させることができる。選手の多いチームの場合、複数のリザーブチームを参戦させる場合もある。たとえば青森山田は2017年、1部リーグであるプレミアリーグイーストにトップチームが参戦し、2部リーグであるプリンスリーグ東北にリザーブチームが参戦している。さらに、3部以下のリーグである青森県リーグにも別のリザーブチームが参戦している。

## イングランド
イングランドでは、1999-2000シーズンから2011-2012シーズンまでリザーブリーグとして「プレミアリザーブリーグ」が開催された。
2012-2013シーズンからは育成改革によりプレミアリザーブリーグとプレミアアカデミーリーグが統合し、21歳以下の選手とオーバーエイジの3人が登録可能な「U-21プレミアリーグ」となった。2016-2017シーズンからは、23歳以下の選手が登録可能な「プレミアリーグ2」となっている。

## ドイツ
ドイツのサッカーリーグでは、リザーブチームはトップチームより2つ下までのリーグに参戦できる規定になっており、トップチームが1部に所属しているサッカークラブは3部の3. リーガや4部のレギオナルリーガに参戦できる。3. リーガに所属しているリザーブチームは、2017-2018年シーズンはヴェルダー・ブレーメン IIであった。
| リザーブチーム                        | トップチーム                       | 所属リーグ                                |
| ------------------------------------- | ---------------------------------- | ----------------------------------------- |
| ヴェルダー・ブレーメン II             | ヴェルダー・ブレーメン             | 3. リーガ（3部）                          |
| 1.FSVマインツ05 II                    | 1.FSVマインツ05                    | レギオナルリーガ・ズュートヴェスト（4部） |
| ボルシア・ドルトムント II             | ボルシア・ドルトムント             | レギオナルリーガ・ヴェスト（4部）         |
| FCバイエルン・ミュンヘンII            | FCバイエルン・ミュンヘン           | レギオナルリーガ・バイエルン（4部）       |
| ボルシア・メンヒェングラートバッハ II | ボルシア・メンヒェングラートバッハ | レギオナルリーガ・ヴェスト（4部）         |

## スペイン
スペインのラ・リーガでは上位リーグのリザーブチームが下位リーグに参戦できる規定になっており、ラ・リーガのリザーブチームがラ・リーガ2やプリメーラ・フェデラシオン（3部）、セグンダ・フェデラシオン（4部）に参加している。たとえば、FCバルセロナ、レアル・マドリード、アトレティコ・マドリードのリザーブチームであるFCバルセロナB、レアル・マドリード・カスティージャ、アトレティコ・マドリードBなどである。2020年代以降は3強のBチームは3部以下でシーズンを戦っているが、代わりにビジャレアルCF Bやレアル・ソシエダBといったチームがセグンダに昇格するなど新たな動きも見られる。
なお、FCバルセロナとレアル・マドリードにはそれぞれ、第2のリザーブチームとしてFCバルセロナCとレアル・マドリードCがあった。FCバルセロナCは2007年に解散し、レアル・マドリードCは2015年に解散した。

## ポルトガル
ポルトガルでは、プリメイラ・リーガのリザーブチームが2部リーグのリーガプロに参加している。たとえば、SLベンフィカ、FCポルトのリザーブチームであるSLベンフィカB、FCポルトBなどである。

## オランダ
オランダでは、1992年からエールディビジのリザーブリーグが開催されている。また、2013-2014シーズンから、1部リーグのエールディヴィジに所属するアヤックス・アムステルダムやPSVアイントホーフェン、FCトゥウェンテのリザーブチームが、2部リーグであるエールステ・ディヴィジに参加している。

## アメリカ
アメリカでは、メジャーリーグサッカーのリザーブチームは主に、4部リーグのUSLプレミアデベロップメントリーグに参加している。

## 韓国
韓国では、Kリーグクラシックなどのリザーブチームによるリーグ戦としてRリーグを開催している。